# Enaria scutellata
Enaria scutellata är en skalbaggsart som beskrevs av Dewailly 1950. Enaria scutellata ingår i släktet Enaria och familjen Melolonthidae. Inga underarter finns listade i Catalogue of Life.